# 費奧多爾·尼基季奇·羅曼諾夫

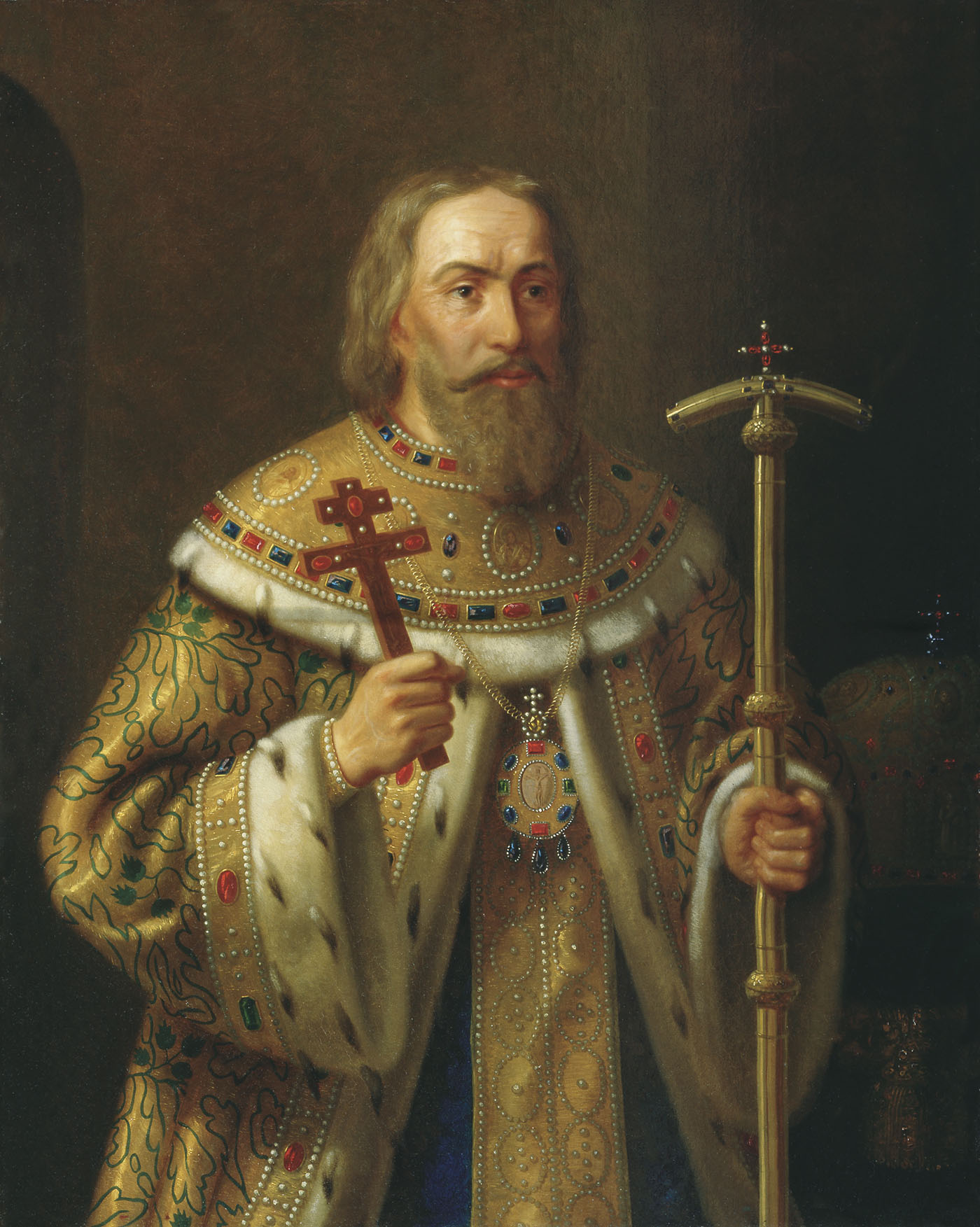

費奧多爾·尼基季奇·羅曼諾夫（俄语： 1553年—1633年10月1日）俄罗斯波雅尔，莫斯科菲拉列特大牧首。
費奧多爾·尼基季奇·羅曼諾夫为罗曼诺夫家族族长，曾是伊凡雷帝的顧問，也是伊凡皇后安娜史塔西亞的侄子。在波兰入侵期间被俘虏并强迫剃髮出家，进入修道院成为僧侶；後來季米特里三世又把他掠走，任命他做大牧首；在波蘭被米寧和波扎爾斯基起義軍趕出莫斯科後，他拒絕與波蘭國王西格蒙德合作，在民族利益上不作絲毫讓步，遭到波蘭軍隊逮捕並被長期關押。 
1613年，在他的儿子米哈伊尔被議會選为俄国沙皇后，他成为俄国实际上的统治者。

## 後嗣
塔蒂亚娜（Tatiana，卒于1611年7月21日）—伊万·米哈伊洛维奇·卡捷列夫-罗斯托夫斯基亲王的妻子；
鲍里斯（Boris，卒于1592年11月20日）；
尼基塔（Nikita，卒于1593年11月29日）；
米哈伊尔，罗曼诺夫王朝第一位沙皇；
列夫（Lev，卒于1597年9月22日）；
伊万（Ivan，卒于1599年6月7日）。